# أندرو ستيل
أندرو ستيل (بالإنجليزية: Andrew Steele) هو منافس ألعاب قوى بريطاني، ولد في 19 سبتمبر 1984 في مانشستر الكبرى في المملكة المتحدة.

## وصلات خارجية
- أندرو ستيل على موقع الاتحاد الدولي لألعاب القوى (الإنجليزية)
- أندرو ستيل على موقع الدوري الماسي (الإنجليزية)
- أندرو ستيل على موقع اللجنة الأولمبية الدولية (الإنجليزية)
- أندرو ستيل على موقع أوليمبيديا (الإنجليزية)
- أندرو ستيل على موقع اللجنة الأولمبية البريطانية (الإنجليزية)
- أندرو ستيل على موقع اتحاد ألعاب الكومنولث (مؤرشف) (الإنجليزية)